# 亚历山大对偶
在数学中，亚历山大对偶是指由 J.W. Alexander于1915年的研究中所发现一种对偶理论。它在随后由帕维尔·亚历山德罗夫和列夫·庞特里亚金等人做了进一步发展。
对于欧氏空间、球面或其他的某些流形的一个子空间 {\displaystyle X}，亚历山大对偶可以用于求 {\displaystyle X^{c}} 的同调群。亚历山大对偶是Spanier-Whitehead对偶的一种推广。

## 定理（亚历山大对偶）[1]
考虑 n 维球面 {\displaystyle S^{n}} 的一个紧子空间{\displaystyle X}，若其局部可缩，则有：
{\displaystyle {\tilde {H}}_{q}(S^{n}\setminus X)\cong {\tilde {H}}^{n-q-1}(X)}
其中 {\displaystyle {\tilde {H}}_{i}(X)} 代表空间 {\displaystyle X} 的 {\displaystyle i} 维约化同调群，同样，{\displaystyle {\tilde {H}}^{i}(X)} 代表空间 {\displaystyle X} 的 {\displaystyle i} 维约化上同调群。